# Nedžad Mahmić
Nedžad Mahmić (ur. 28 września 1997 w Bosanskiej Krupie) – bośniacki kolarz szosowy i górski.
Mahmić w wieku 8 lat przeprowadził się z rodzicami z Bośni i Hercegowiny do Słowenii, a w wieku 16 lat wyjechał na stałe do Austrii. Kolarstwo zaczął trenować w wieku 13-14 lat. Oprócz kolarstwa szosowego uprawiał również kolarstwo górskie – w dyscyplinie tej w 2016 zdobył mistrzostwo Bośni i Hercegowiny w cross-country, startował także w mistrzostwach Europy.

## Osiągnięcia

### Kolarstwo szosowe
Opracowano na podstawie:

2015
- 1. miejsce w mistrzostwach Bośni i Hercegowiny juniorów (start wspólny)

2016
- 1. miejsce w mistrzostwach Bośni i Hercegowiny (start wspólny)

2018
- 3. miejsce w mistrzostwach Bośni i Hercegowiny (start wspólny)

2019
- 1. miejsce w mistrzostwach Bośni i Hercegowiny (start wspólny)

### Kolarstwo górskie
Opracowano na podstawie:
2016
- 1. miejsce w mistrzostwach Bośni i Hercegowiny (cross-country)

## Rankingi

### Kolarstwo szosowe
| Rok             | 2016  | 2017 | 2018 | 2019  |
| --------------- | ----- | ---- | ---- | ----- |
| World Ranking   | 1330. | -    | -    | 1203. |
| UCI Europe Tour | 906.  | -    | -    | 841.  |
|                 |       |      |      |       |
| Źródło: UCI     |       |      |      |       |